# Christopher Larkin (acteur)

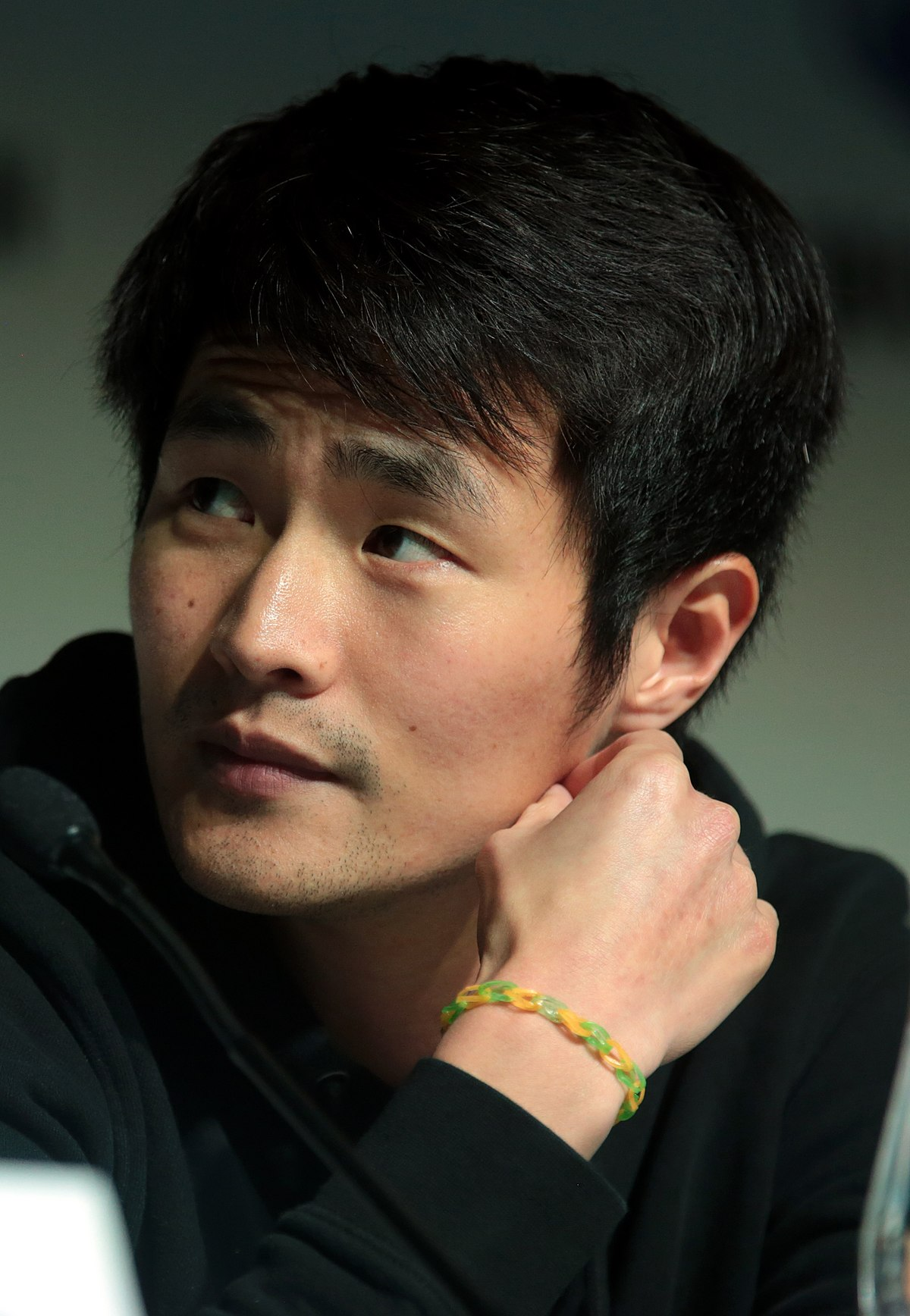
Christopher Larkin in 2018

Christopher Larkin (Koreaans: 크리스토퍼 라킨), geboren als Yun Ha-jeong (Koreaans: 윤하정), (Daegu, 2 oktober 1987) is een Koreaans-Amerikaanse acteur en muzikant. Hij staat bekend voor de rol van Monty Green in de serie The 100.
Larkin werd geboren in Daegu, in Zuid-Korea. Op vierjarige leeftijd werd hij geadopteerd door Elaine en Peter Larkin. Hij groeide op in Hebron (Connecticut). Hij speelde toneel op school. Na zijn afstuderen aan zowel RHAM High School en Greater Hartfard Academy of the Arts in 2005, studeerde Larkin aan de Universiteit van Fordham in het Lincoln Center in New York.
Hij stopte met studeren tijdens het herfstsemester om het titelpersonage te spelen in een productie van Kafka on the Shore door de Theater of the Steppenwolf Company in Chicago.  Hij acteerde in verschillende Off-Broadway-producties voordat hij zijn acteurdiploma behaalde in 2009.

## Muziek
Larkin trad op als musicus onder de naam Carry Hatchet. Op 29 september 2015 bracht hij zijn debuutalbum The News Today uit. Zijn tweede album, The Happiest Album Ever Made, kwam uit op 13 november 2017.

## Filmografie
| jaar      | titel             | rol           | aflevering                                         |
| --------- | ----------------- | ------------- | -------------------------------------------------- |
| 2008      | One Live to Live  | Dan           | aflevering: "Gift Horse"                           |
| 2012      | Squad 85          | Bobby         | 6 afleveringen                                     |
| 2013      | 90210             | Kent          | aflevering:"#realness"                             |
| 2013      | Awkward           | Neutral Party | aflevering:"Karmic Relief                          |
| 2014-2020 | The 100           | Monty Green   | alle afleveringen                                  |
| 2016      | Kingdom Geek      | zichzelf      | aflevering:"Christopher Larkin"                    |
| 2018      | GeekRockTV        | zichzelf      | aflevering:"WonderCon Anaheim 2018 – (Highlights)" |
| 2019      | Tales of the City | Jonathan      | 7 afleveringen                                     |